# Java Persistence API
Java Persistence API (JPA) este specificația unei interfețe de programare a aplicațiilor (API) care descrie managementul datelor relaționale în aplicații ce folosesc platformele Java Standard Edition (SE) și Java Enterprise Edition (JEE).
În acest context Persistence acoperă trei domenii:
- API-ul propriu zis, definit în pachetul javax.persistence
- limbajul Java Persistence Query Language (JPQL)
- metadate obiect/relațional